# Santa María, Chihuahua
Santa María är en ort i Mexiko.   Den ligger i kommunen López och delstaten Chihuahua, i den centrala delen av landet, 1 000 km nordväst om huvudstaden Mexico City. Santa María ligger 1 419 meter över havet och antalet invånare är 602.
Terrängen runt Santa María är platt åt nordväst, men åt sydost är den kuperad. Runt Santa María är det mycket glesbefolkat, med 3 invånare per kvadratkilometer. Närmaste större samhälle är José Mariano Jiménez, 14,8 km nordost om Santa María. Omgivningarna runt Santa María är i huvudsak ett öppet busklandskap.